# Xanthocrambus
Xanthocrambus là một chi bướm đêm thuộc họ Crambidae.